# Jaakko Friman
Jaakko Friman (13. ledna 1904 Tampere – 17. února 1987 Tampere) byl finský rychlobruslař.
Startoval na Zimních olympijských hrách 1928, kde v závodě na 500 m získal bronzovou medaili. V roce 1929 se poprvé zúčastnil Mistrovství světa, víceboj však nedokončil, neboť absolvoval pouze první disciplínu (500 m) – celkově se umístil na 18. místě. Na dalším světovém šampionátu startoval v roce 1934 (19. místo), o rok později debutoval na Mistrovství Evropy (19. místo). Na poslední závod, finský šampionát, nastoupil v roce 1937.